# Corymbia grandifolia
Corymbia grandifolia là một loài thực vật có hoa trong Họ Đào kim nương. Loài này được (R.Br. ex Benth.) K.D.Hill & L.A.S.Johnson mô tả khoa học đầu tiên năm 1995.